# Frtka
Frtka je první studiové album české skupiny J.A.R.. Vydáno bylo v roce 1992 společností Monitor. Kromě členů skupiny, kterými v té době byli pouze Roman Holý, Michael Viktořík a Oto Klempíř, se na albu podíleli například Leona Machálková, Athina Langoska či skupina Kabát. Roku 2014 album vyšlo v reedici se třemi bonusovými písněmi.

## Seznam skladeb
1. Špinavej Džob
2. Bez vokolků (Double Trash Sex Funk Mix)
3. Kmotr Brown
4. Je to jinak (Athina mix)
5. No Money (Lopata mix)
6. Čert včera vyletěl (Jičín)
7. Johannesburg (The Messerchmiddt)
8. J.A.R.R.A.P.
9. Peoples of Africa
10. Depka
11. Free for Europe
12. Jakýpak vokolky, jdeme balit holky

## Obsazení
J.A.R.
- Roman Holý – zpěv, nástroje
- Michael Viktořík – hlas
- Oto Klempíř – hlas

Hosté
- Miroslav Chyška – kytara
- Miroslav Linhart – kytara, zpěv
- Ivan Doležálek – baskytara, zpěv
- Zoran Šuto – kytara
- Pavel Zbořil – bicí
- Kabát
- Splash Horns – trubka, hoboj, pozoun
- Athina Langoska – zpěv
- Leona Machálková – zpěv
- Boris Urbánek – zpěv, klavír